# Michael Piller
Michael Piller (New York, 30 maggio 1948 – Los Angeles, 1º novembre 2005) è stato uno sceneggiatore e produttore televisivo statunitense, uno dei maggior contributori al franchise di Star Trek.

## Biografia
Figlio di uno sceneggiatore di Hollywood e di un'autrice di canzoni, Michael Piller era intenzionato a intraprendere la strada del padre già in giovane età. Nonostante ciò iniziò la sua carriera lavorando come giornalista alla CBS News. In seguito ad altre esperienze come giornalista si trasferì a Los Angeles dove lavorò come censore e programmatore esecutivo alla CBS. Cominciò a scrivere sceneggiature per la televisione e vendette le sceneggiature di Cagney & Lacey e Simon & Simon, al quale lavorò per tre anni, diventando produttore.
Nel 1989 scrisse un episodio della seconda stagione di Star Trek: The Next Generation, alla quale lavorò per circa sette anni, ottenendo numerosi premi, tra cui un Emmy Awards.
Alla fine del 1991 la Paramount Pictures, produttrice della serie di Star Trek, chiese al produttore esecutivo di The Next Generation Rick Berman di creare una terza serie. Rick Berman si rivolse a Piller, con cui collaborò per la nuova serie, Star Trek: Deep Space Nine, che ha debuttato nel gennaio 1993. Nel 1994, insieme a Berman e a Jeri Taylor ha lavorato alla quarta serie chiamata Star Trek: Voyager. Nello stesso periodo Piller ha creato la serie Legend, che è stata però cancellata dopo soli 12 episodi. Nel 1997, sempre con Berman, ha scritto la sceneggiatura del nono film di Star Trek, Star Trek: Insurrection.
Nel 1999 ha costituito una società di produzione insieme al figlio Shawn, chiamata Piller².
Nel 2001 è stato convinto da Lloyd Segan a realizzare una serie televisiva tratta dal romanzo di Stephen King The Dead Zone. La serie The Dead Zone è stata co-sviluppata con il figlio Shawn e interpretata da Anthony Michael Hall. Ha debuttato il 16 giugno 2002 sulla USA Network. La serie è stata cancellata nel 2007 per mancanza di ascolti televisivi.
Nel 2005, sul canale ABC Family, ha debuttato Wildfire, un'altra serie sviluppata con il figlio. La serie è durata quattro stagioni e si è conclusa il 26 maggio 2008.
Il 2 novembre 2005 StarTrek.com ha annunciato che Piller è deceduto in casa a causa di un cancro alla testa e al collo.